# Гонвил сир Си
Гонвил сир Си (фр. Gonneville-sur-Scie) насеље је и општина у северној Француској у региону Горња Нормандија, у департману Приморска Сена која припада префектури Дјеп.
По подацима из 2011. године у општини је живело 436 становника, а густина насељености је износила 49,94 становника/km². Општина се простире на површини од 8,73 km². Налази се на средњој надморској висини од 132 метара (максималној 142 m, а минималној 72 m).

## Демографија
| 1962. | 1968. | 1975. | 1982. | 1990. | 2011. |
| ----- | ----- | ----- | ----- | ----- | ----- |
| 414   | 387   | 375   | 366   | 350   | 436   |

График промене броја становника у току последњих година